# Alvar Gordejuela
Alvar Gordejuela Salaverri (Bilbao, Vizcaya, 27 de marzo de 1987) es un actor de cine, teatro y televisión y director de cine español.

## Biografía
Comenzó a actuar con 14 años  en el grupo de teatro amateur del Instituto Miguel de Unamuno de Bilbao. Estudió la Diplomara en Arte Dramático en la Escuela de teatro de Getxo (2007-2011). Mientras se formaba como actor comenzó a dirigir y actuar sus propios cortometrajes, además de los que ya participaba.
En el año 2010 debuta con la directora de cine Ana Murugarren en la película El precio de la libertad junto a Quim Gutiérrez.
Trabajó como actor en El extraño anfitrión y Seve, biopic sobre el golfista Severiano Ballesteros que produjo la BBC.
En 2013 dirige su primer largometraje junto a Javier Rebollo, La buena hija, un thriller rodado en euskera.
En el 2013 se une como actor a la serie de TV Goenkale producida por Pausoka para EiTB.
En el año 2014 actúa como coprotagonista en la película Asesinos inocentes dirigida por Gonzalo Bendala y producida por TVE y Aralan Films.
En el año 2015 codirige junto a Javier Rebollo Txarriboda (La matanza), un thriller en el que también actúa en el papel de ertzaina.
Durante la temporada de 2014/2015 interpreta junto a Javier Pereira y Lola Baldrich la obra de teatro El principio de Arquímedes escrita por  Josep María Miró i Coromina. 
Entre los años 2015 y 2017 interpreta el personaje de Martín, el hijo del alcalde del pueblo de Sagrillas en la serie de ficción de TVE Cuéntame cómo pasó.
En la temporada de 2017 de Acacias 38 interpreta a Benito Lobo (TVE).
En la actualidad actúa en el rol de Lamberto Molero (Capítulo 1966-¿?) en El Secreto de Puente Viejo
Además de dirigir y actuar ha producido el programa Menos es más para ETB2.

## Vida privada
Su amor por los cómics, el humor y sus habilidades musicales le han brindado en más de una ocasión una amplitud de situaciones y personajes con las que juega y demuestra su amplio rango interpretativo.

## Filmografía

### Televisión
- Goenkale
- Cuéntame cómo pasó
- Acacias 38
- El secreto de Puente Viejo
- El pueblo
- La línea invisible

### Teatro
- El principio de Arquímedes de Josep Maria Miró i Coromina (Maskarada, 2011)

### Cine
- El precio de la libertad, Ana Murugarren, 2010
- Seve, John-Paul Davidson, 2014
- Asesinos inocentes, Gonzalo Bendala, 2014[5]
- Txarriboda (Javier Rebollo y Alvar Gordejuela, 2015)
- La buena hija (Javier Rebollo y Alvar Gordejuela, 2015)

## Productor
- Menos es Más (ETB2 2017)